# Braai

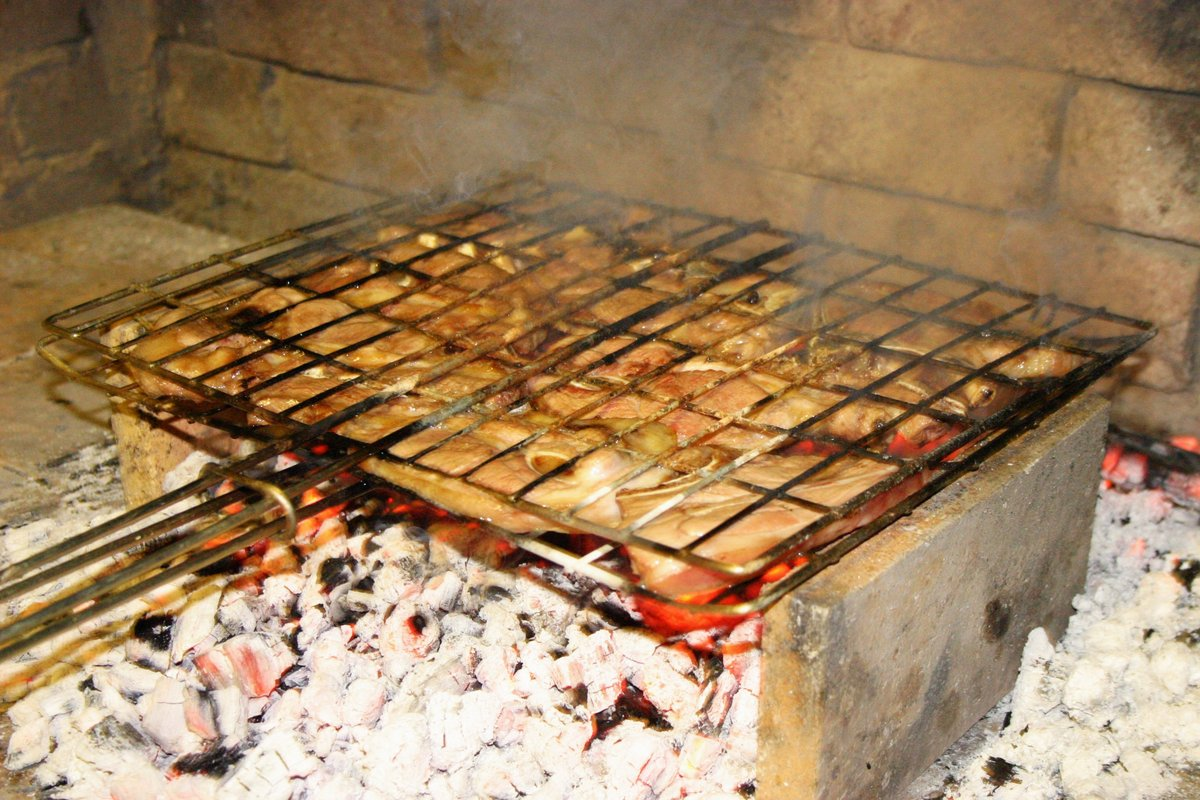
Braai mit Grillrost und Grillgut

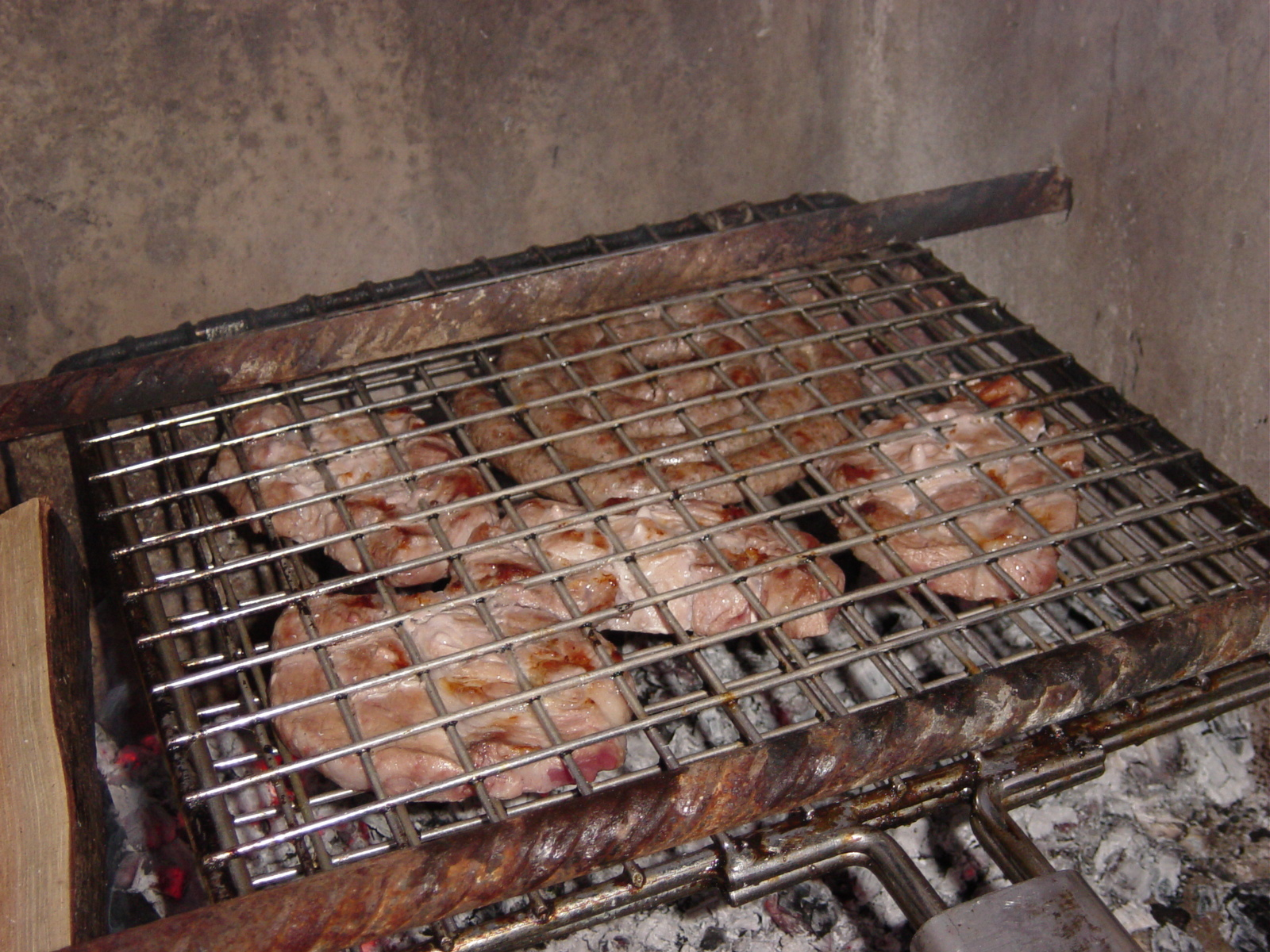
Boerewors und Koteletts

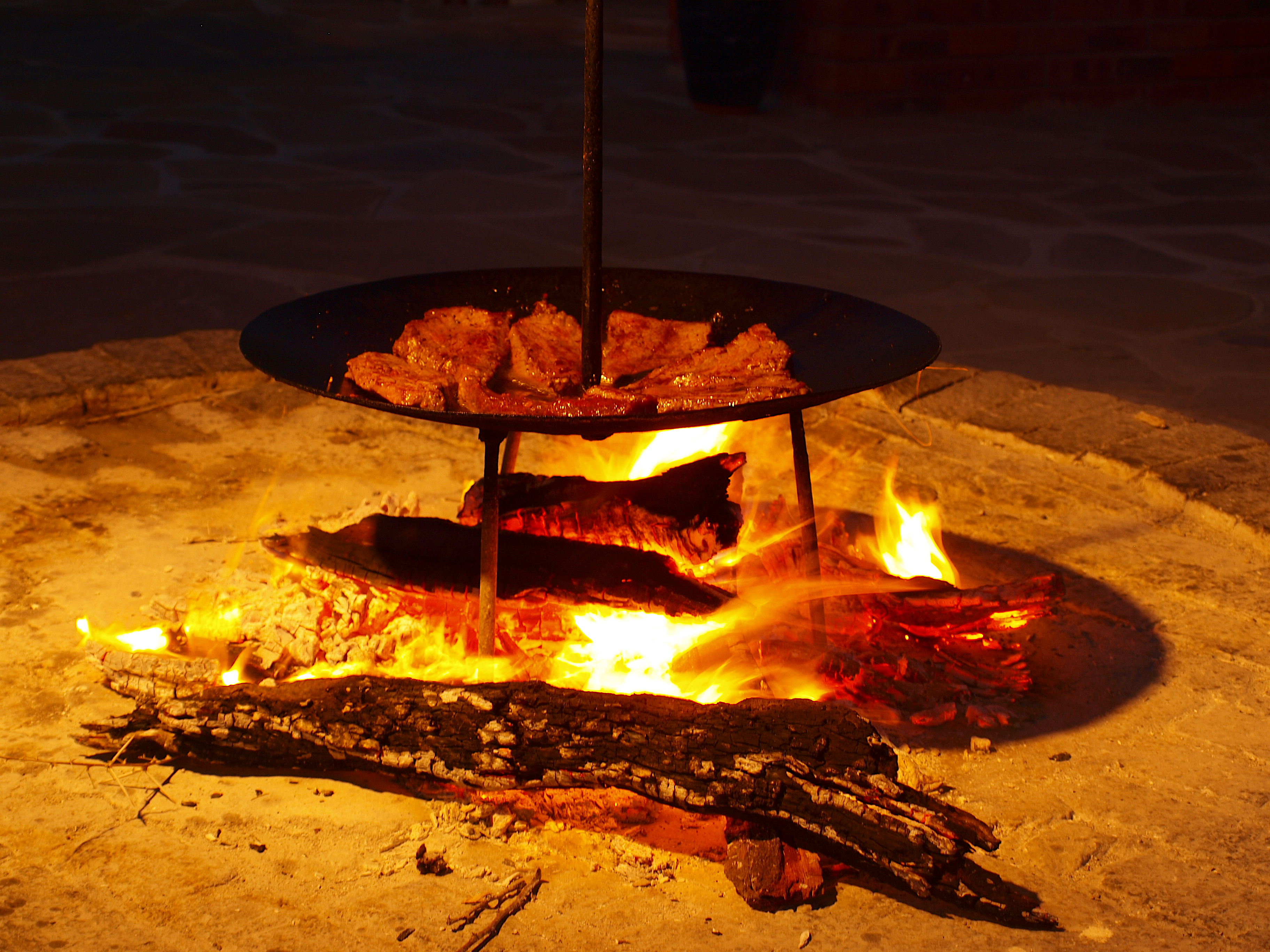
Oryx auf gusseiserner Schale

Braai (Afrikaans für braten) bezeichnet die Variante des Grillens in der namibischen Küche, der südafrikanischen Küche, aber auch in anderen umliegenden Staaten. Der Begriff wird auch für die benötigte Grillausrüstung verwendet, ein alternativer Begriff ist Braaistand.
Auch das Grillen als gesellschaftliches Ereignis wird als Braai bezeichnet. Es genießt einen hohen Stellenwert. Daher befinden sich in vielen öffentlichen Bereichen Braaiplätze. Wenn sich Familien und Freunde in größeren Gruppen an einem öffentlichen oder privaten Ort zu einem Braai treffen, spricht man von „Bring & Braai“. In Namibia findet jährlich eine Farmers Braai Competition (deutsch Grill-Wettbewerb) statt.
Ein Braaistand wird typischerweise mit Holz des Kameldornbaumes befeuert. Die Einheimischen bevorzugen diese Art der Befeuerung, unter anderem weil sie länger andauert als Holzkohlenglut und so mehr Zeit in geselliger Runde verbracht werden kann. Traditionell wird keine fertige Holzkohle verwendet; inzwischen gibt es aber diverse Unternehmen, die Holzkohle und Briketts für Braai anbieten.
Eine burische Braaispezialität ist Boerewors (Afrikaans für Bauernwurst), eine zur Schnecke geringelte Wurst mit Koriander. Das Braten von Bratwürsten ist unüblich, meist wird der Grill mit Rind, Lamm und Geflügel belegt. Darüber hinaus sind Kudu-, Springbock- und Straußenfleisch gängiges Grillgut. An der Küste wird häufig auch Fisch zubereitet.